# Ospizio di Tata Giovanni
L'Ospizio di Tata Giovanni è un orfanotrofio fondato a Roma nel 1784 da Giovanni Borgi. Oggi opera sotto il nome di Istituto Santissima Assunta detto di Tata Giovanni e Annessa Opera Pia De Angelis.

## Storia
(C.L. Morichini, Di Giovanni Borgi... op. cit., 1830.)
L'Ospizio di Tata Giovanni nacque quando Giovanni Borgi iniziò ad ospitare (1784) nella propria casa in via de' Cartari i ragazzi che vedeva dormire abbandonati sulle panche e sui gradini del Pantheon di ritorno dalla processione serale (cui usava partecipare) organizzata dall'Oratorio del Caravita; oltre a fornire loro vitto e alloggio (con l'aiuto della sorella Domenica), egli iniziò a mandarli a lavorare presso suoi amici artigiani, affinché imparassero un mestiere che potesse poi sostentarli nella vita.
Avvalendosi della collaborazione di volontari laici e sacerdoti cercava inoltre di procurare loro un'istruzione scolastica e religiosa.
Poiché egli trattava tali ragazzi come dei figli, questi presero a chiamarlo affettuosamente Tata che in dialetto romano significava "papà"; di qui il suo soprannome e la denominazione presa dall'Ospizio. Allo stesso tempo, poiché era di modi rudi e cercava di soccorrere quanti più ragazzi possibili, tra alcuni di essi si diceva anche: «Fuggi, fuggi, ecco Tata Giovanni!»
Con il tempo la sua opera s'ingrandì e attrasse l'interesse di diversi personaggi (come mons. Pinchetti e mons. Di Pietro) che la sostennero con donazioni e rendite; successivamente papa Pio VI comprò per l'Ospizio il palazzo Ruggia a via Giulia (dove nel frattempo l'istituto si era trasferito in affitto, arrivando a ospitare fino a 40 orfani).
Con l'avvento della Repubblica Romana (e la morte di Tata Giovanni nel 1798) l'attività dell'Ospizio rischiò di cessare; nonostante varie tribolazioni esso continuò a operare (riunito ad altri istituti minori, tra cui quello del venerabile fra Bonifacio da Sezze) grazie all'opera dell'avvocato Belisario Cristaldi che trasportò l'Ospizio presso la chiesa di San Nicola da Tolentino; successivamente, nel periodo napoleonico, l'istituto ebbe sede presso San Silvestro al Quirinale, Borgo Sant'Agata ai Monti e il Palazzo Ravenna all'Esquilino.

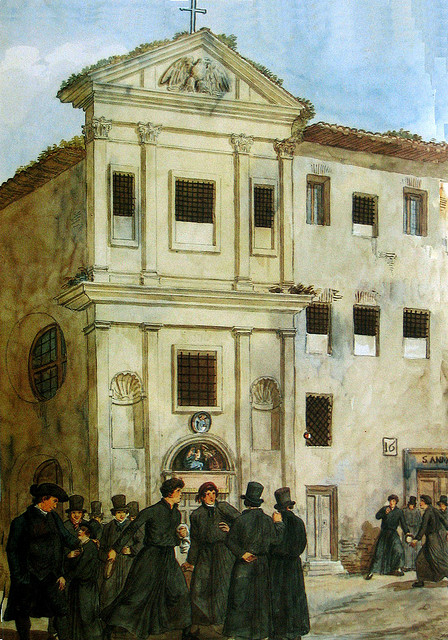
La chiesa di Sant'Anna dei Falegnami e l'annesso convento poi ospizio (Bartolomeo Pinelli, 1834)

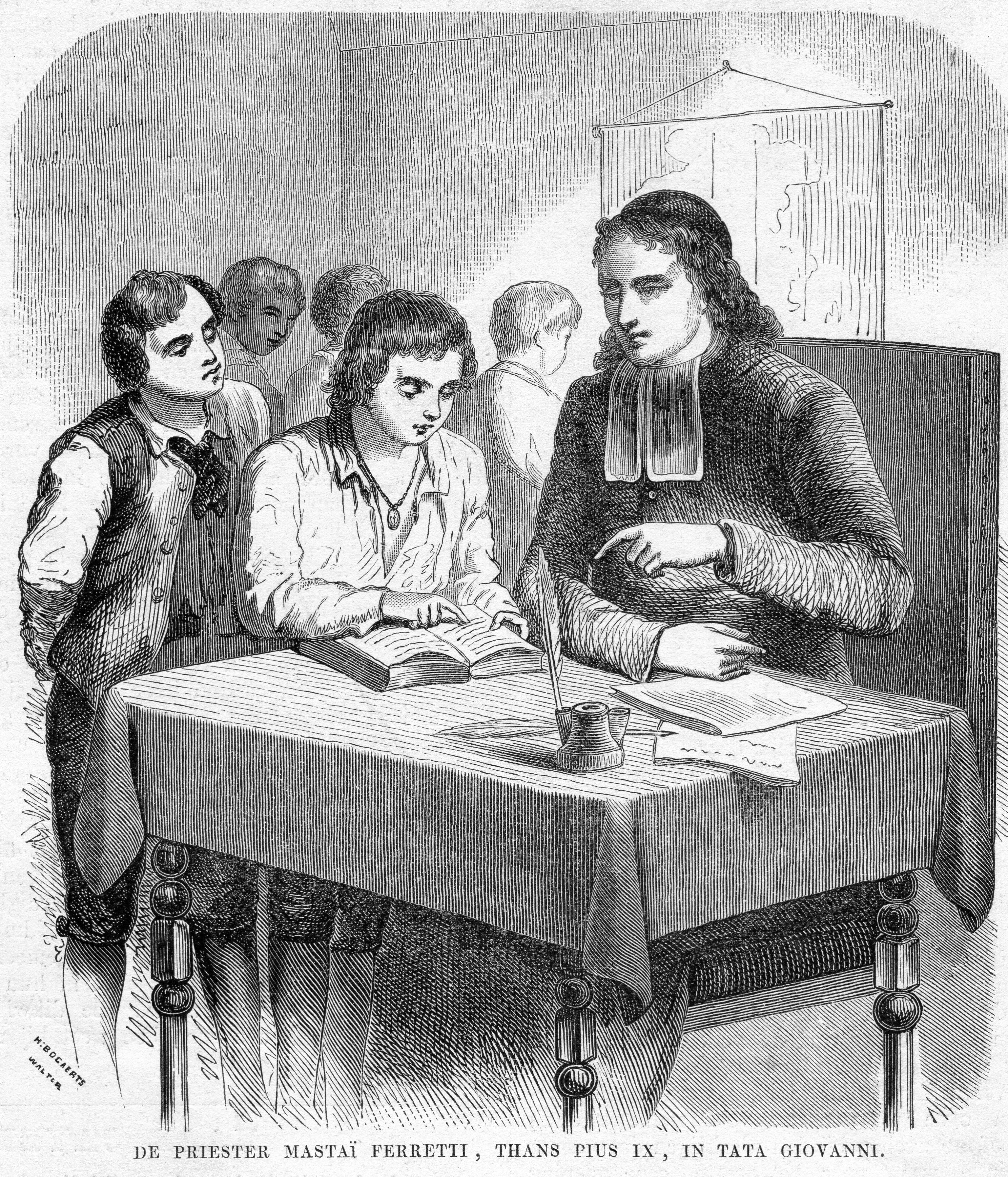
Il giovane prete Mastai Ferretti insegna agli orfani del Tata Giovanni

Nel 1816, ritornato Pio VII a Roma, l'Ospizio di Tata Giovanni trovò finalmente una dimora stabile presso la chiesa di Sant'Anna dei Falegnami sotto la guida del canonico Storace. In questo periodo l'attività dell'Ospizio si ingrandì (arrivando a ospitare fino a 120 ragazzi) e s'istituzionalizzò, con l'adozione di norme e regolamenti.
All'attività dell'Ospizio, che aveva mantenuto lo spirito originario del fondatore, collaboravano molti laici e giovani ecclesiastici del tempo: tra questi si ricordano su tutti il futuro papa e beato Pio IX, oltre a mons. Morichini, mons. Vespignani e diversi altri.
Nel 1869 l'Ospizio di Tata Giovanni fu uno dei luoghi più significativi delle manifestazioni per il cinquantesimo anniversario dell'ordinazione sacerdotale di Pio IX; il 12 aprile del 1869 il Papa tornò all'Ospizio di Tata Giovanni (in ricordo della prima Messa celebrata qui l'11 aprile 1819), dopo aver distribuito personalmente la comunione agli orfani del Tata Giovanni il giorno precedente in San Pietro.
Tra gli ex-allievi del Tata Giovanni si ricordano il servo di Dio Federico Cionchi e il monaco Colombano Longoria; San Giovanni Bosco, in occasione di un suo viaggio  a Roma, ebbe modo di visitare l'Ospizio di Tata Giovanni e di scorgervi molte somiglianze con quanto aveva fondato a Torino.
Nel 1887 l'Ospizio - insieme con la chiesa di Sant'Anna dei Falegnami - fu abbattuto per l'apertura di via Arenula e trasferito in Piazza del Biscione nel palazzo Righetti (già Orsini e Pio di Savoia), dove rimase fino al 1926; da qui passò nell'attuale sede di viale di porta Ardeatina.